# Кінг (острів, Австралія)
39°52′ пд. ш. 143°59′ сх. д. / 39.867° пд. ш. 143.983° сх. д..
Кінг (англ. King Island) — острів в Бассовій протоці, розташовується на північний-захід від острова Тасманія, належить Австралії, входить в склад штату Тасманія. Площа острова 1098 км², населення 1723 людини (2007), середній вік жителя острова 43,1 рік. 
Територія острова Кінг повністю входить в склад муніципалітету Острів Кінг. Головне місто Каррі.

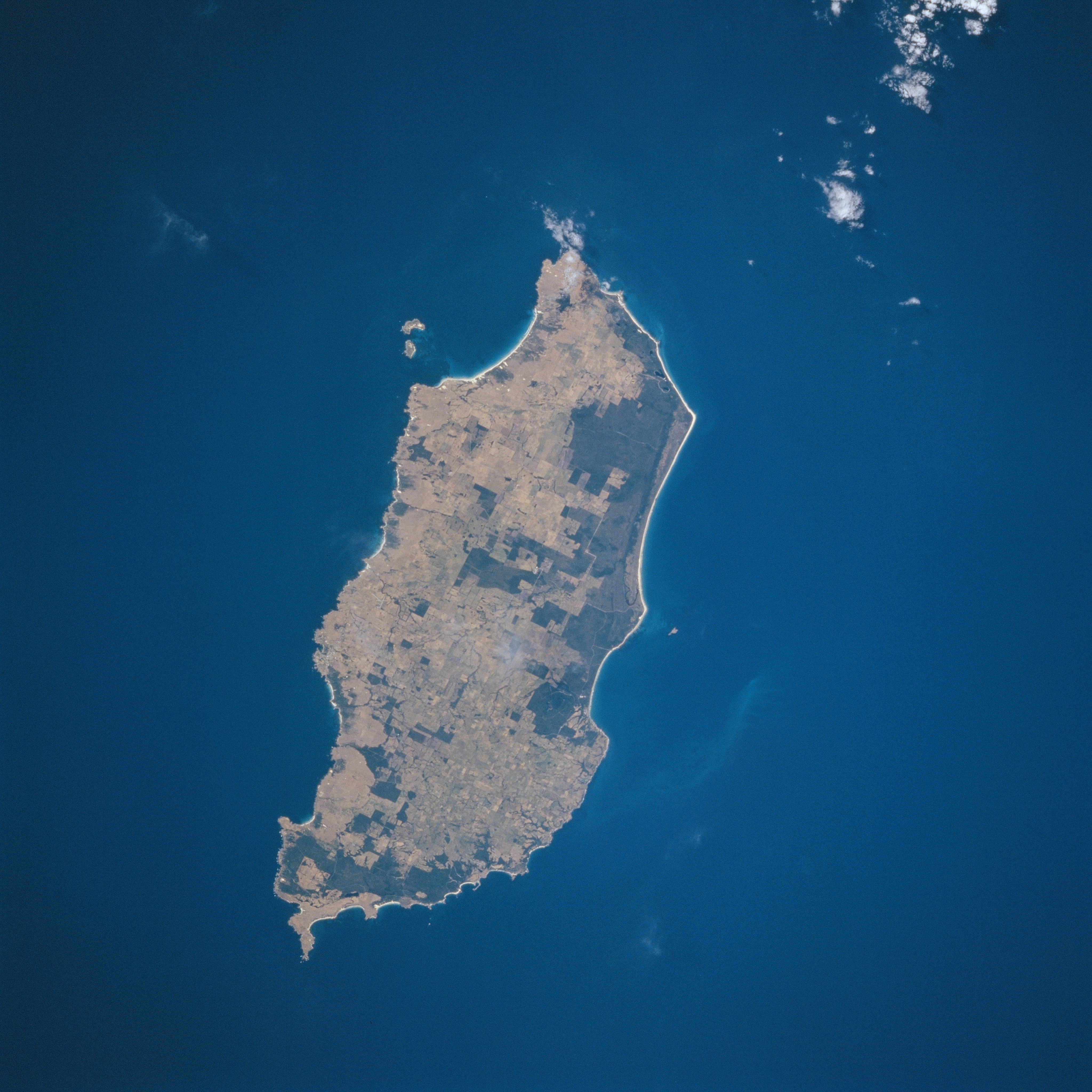
Вигляд острова з космосу

На острові розташовані вольфрамові родовища (добувається мінерал шеєліт). Навколо острова лежать багато затонулих кораблів. Навколо острова росте велика кількість водоростей, що викидаються штормами на берег. 
Острів був відкритий і досліджений у 1802 році французькою експедицією під керівництвом Ніколя Бодена. Названий в честь Філіпа Кінга, губернатора штату Новий Південний Уельс, в склад території якого тоді входила Тасманія. 
| Австралія | Це незавершена стаття з географії Австралії. Ви можете допомогти проєкту, виправивши або дописавши її. |